# Helmert Woudenberg
Helmert Woudenberg (Elspe, 15 februari 1945 – Amsterdam, 23 november 2023) was een Nederlands acteur, toneelregisseur en schrijver.

## Levensloop
Woudenberg groeide op in een pleeggezin te Hilversum. Zijn vader Jan (Velsen, 20 januari 1920) sneuvelde in januari 1945 nabij de Poolse stad Kalety als Untersturmführer in een Nederlandse Waffen-SS eenheid, een maand voor Helmert geboren werd. Zijn grootvader was de NSB-leider Hendrik Jan Woudenberg. Over deze achtergrond speelde Woudenberg in een toneelstuk van jeugdvriend Ischa Meijer getiteld: 'Leefbaar - de Jood en de NSB'er' (2004).
Woudenberg deed in 1968 eindexamen aan de Amsterdamse Toneelschool en was in 1969 een van de oprichters van het theatercollectief Het Werkteater. Hij werkte daarna voor Toneelgroep Centrum en was enige jaren, samen met Gees Linnebank, artistiek leider van Toneelgroep Theater. Over zijn methode van improviserend toneelspelen schreef hij het boek Vuur, Water, Lucht & Aarde.
Bij het grotere publiek raakte hij bekend door zijn rol in de geruchtmakende film Blue Movie (1971) en de verfilmingen van Werktheaterproducties. In de politieserie Flikken Maastricht speelde hij de rol van Eugène Hoeben in de seizoenen 2 tot en met 4.
Woudenberg maakte een lange rij van voorstellingen, waaronder solovoorstellingen over het leven van Jezus Christus en Pim Fortuyn. Zijn elfde solo in het theater; Waterman, (2009) gaat over het leven van Hatty Waterman, een Jood die als enige achterbleef, nadat zijn ouders en dertien broertjes en zusjes tijdens de Tweede Wereldoorlog waren omgebracht. In 2010 speelde hij samen met Sarah Eweg de voorstelling De Olifant en de Duif, over het leven van Frida Kahlo. In 2011 speelde hij samen met Ali Kouchiry de voorstelling Identiteit. In 2012 speelde hij samen met Ali Kouchiry, Sarah Eweg en Guido de Wijs de voorstelling De sultan en de jood. In 2016 speelde hij in Landverrader zijn grootvader Hendrik Jan, die tijdens de bezetting door de Duitsers werd benoemd tot leider van het Nederlandse Arbeidsfront. In 2023 speelde hij zijn zestiende solo toneelspeler Louis Bouwmeester.
Woudenberg overleed op 78-jarige leeftijd aan een hartaanval.

## Onderscheiding
In 2021 werd Woudenberg benoemd tot Ridder in de Orde van Oranje-Nassau.

## Filmografie
Onder meer:
- Blue movie (1971), Wim Verstappen
- Wat zien ik!? (1971), Albert Mol - Eerste klant
- VD (1972), Wim Verstappen
- Dakota (1974), Wim Verstappen
- De laatste trein (1975), Erik van Zuylen
- De radiodroom (1976), Flip Jansen
- Max Havelaar (1976), Fons Rademakers
- Toestanden (1976), Thijs Chanowski
- Doctor Vlimmen (1978), Guido Pieters.
- Opname (1979), Marja Kok, Frank Groothof, Erik van Zuylen. (Zilveren Nipkowschijf 1980)
- Rigor Mortis (1981), Dick Maas
- Twee vorstinnen en een vorst (1981), Otto Jongerius
- Een zwoele zomeravond (1982), Frans Weisz, Shireen Strooker
- Amsterdamned (1988), Dick Maas - hoofdcommissaris
- 'n Beetje Verliefd (2006)
- Matterhorn (2013), Diederik Ebbinge

## Tv-serie
- We Zijn Weer Thuis, Dr Paalhof (1989 - 1994)
- Otje, Minister-President (1998)
- Flikken Maastricht, hoofdinspecteur Eugène Hoeben (2008-2010)
- Spoorloos verdwenen, Jack Molen (De verdwenen echtgenote)
- Villa achterwerk - De Popgroep, De Man die zijn hond kwijt is (2009)
- Feuten, Onno Bolhuis (vader van Hendrik en Freek Bolhuis (2010)
- Baantjer, Hector van de Cleemput (verdachte in moordzaak)
- Divorce, makelaars klant (seizoen 4 aflevering 10)

## Regisseur, dramadocent en toneelschrijver
Woudenberg draagt zijn opvattingen over de kunst van het acteren over op amateurs en beginnende beroepsacteurs binnen het kader van de door hem en zijn vaste regieassistent Vera Boots opgerichte theateropleiding Studio5.
In dit verband heeft hij naast acteercursussen waarin hij zijn elementen-methode aanleert, in de loop van de laatste decennia vormgegeven aan talloze amateurproducties, waarvan hij zowel regie als script voor zijn rekening nam.
Enkele van die (doorgaans in de regio Amsterdam gespeelde) producties van de afgelopen jaren waren:
- Hannie Schaft (2010)
- Het Een en het Ander (2008)
- Kind van mijn Ouders (2008)
- De Jodenverraadsters (2007)

Veelal biedt theater De Engelenbak in Amsterdam onderdak aan deze producties, soms als mede-producent.

## Privé
Woudenberg had een relatie met Marja Kok, samen kregen ze twee zoons. In een latere relatie kreeg hij ook nog een dochter.